# 欧洲野牛
歐洲野牛為美洲野牛屬內的一種，且為歐洲最重的陸上動物。一般的歐洲野牛約長2.9公尺，高1.8至2公尺，重300至1000公斤。比同屬的美洲野牛（B. bison）較瘦及較輕，且在頸部、頭部和前半部的毛髮都較短。歐洲野牛居主要住在東歐各大森林裡，更是白俄羅斯最大型的野生動物，故此其天敵除人類以外只有狼和熊。歐洲野牛第一次被科學地記載是在1758年由卡爾·林奈所完成。後來有一些記載將其和美洲野牛視為同種。它和原牛（Bos taurus primigenius）不同。（在英語裡，原牛的英文名稱aurochs亦被用來指歐洲野牛。）

## 历史

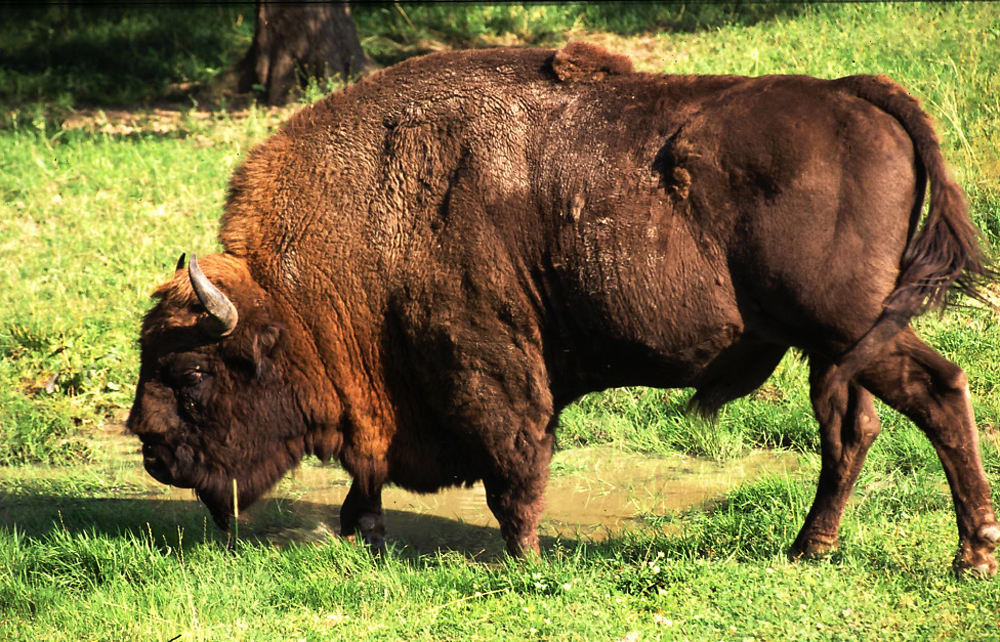
比亞沃維耶森林內的歐洲野牛, 比亞沃維耶扎原始森林, 波兰

历史上，欧洲野牛的栖息地包括了欧洲的大片低地，从法国的中央高原一直延伸到伏尔加河和高加索山脉，可能也一度囊括了乌拉尔山以东的俄罗斯部分地区。不列颠群岛、意大利和伊比利亚半岛等地区未有过欧洲野牛的踪迹。
随着人类数量增长，森林被破坏，欧洲野牛的栖息地渐渐缩小。巴尔干地区最晚近的关于该物种的记录出现在西元3世纪，在现代希腊、北马其顿共和国和保加利亚的交界处附近。它的高卢种群在8世纪灭绝。在阿登高地和孚日山脉，欧洲野牛于15世纪灭绝。今属罗马尼亚的特兰西瓦尼亚的最后一头欧洲野牛死于1790年。

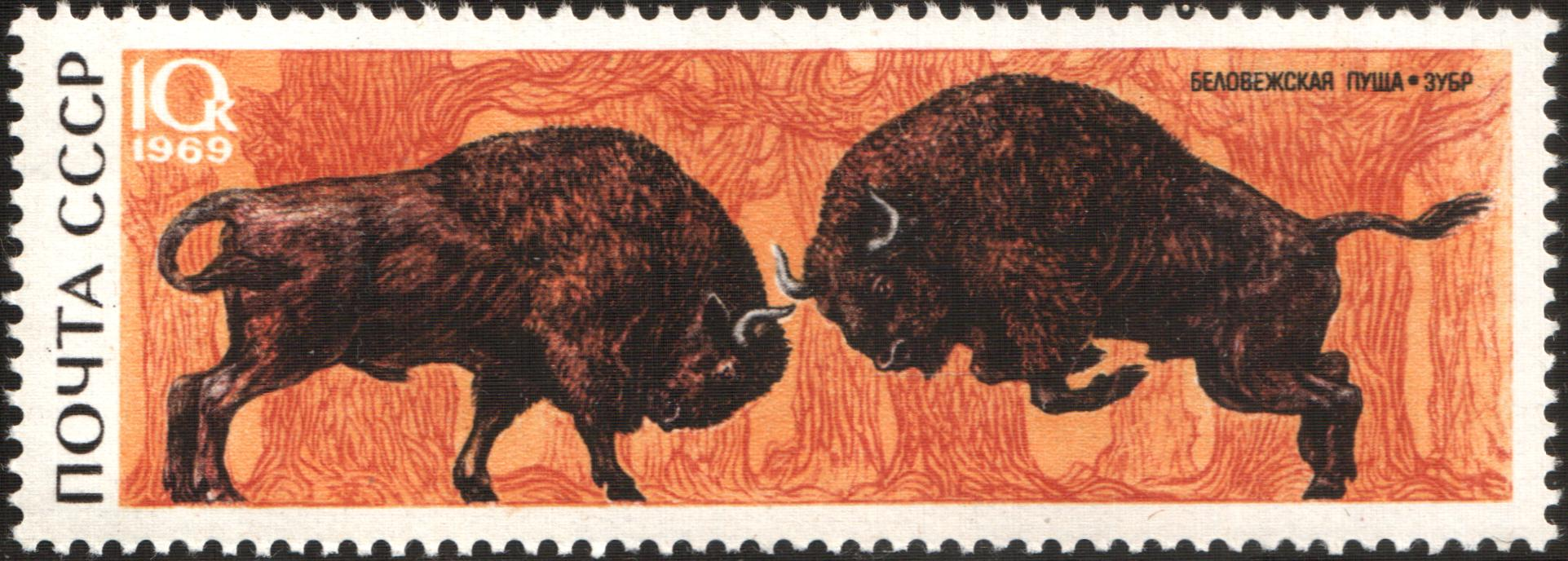
1969年蘇聯郵票上的兩頭歐洲野牛

在東歐，歐洲野牛被規定為波蘭君主、立陶宛君主及俄國君主的財產。波蘭國王西格蒙德一世在16世紀中葉下令盜獵歐洲野牛為死刑。儘管有這些措施，歐洲野牛的數量在接下來的四個世紀間依然持續地下降著。波蘭的最後一頭野生歐洲野牛於1919年被殺，而世上最後一頭野生歐洲野牛於1927年在西高加索被屠夫所殺。那個年代的歐洲野牛剩下不到50頭，全部都在動物園裡。
在1951年，欧洲野牛开始被重新放归大自然。牠們多發現在一些禁獵區例如西高加索，俄羅斯、波蘭和白俄羅斯。族群多數發現於波蘭、立陶宛、白俄羅斯、烏克蘭、俄羅斯和 吉爾吉斯斯坦。分布在30個國家的動物園中還有許多歐洲野牛，2000年約為3000頭，全部都是12頭野牛的後代，由於基因的限制，其健康程度不樂觀。
1996年IUCN將欧洲野牛定為瀕危物種。但近來積極的保育計劃，為歐洲野牛進行人工繁殖及野放，歐洲野牛的數量於2000年開始回升，IUCN於2008年將歐洲野牛定為近危物種。部份歐洲野牛群落的數量仍然正在下降，並未擺脫瀕危狀況。持續的保育工作對歐洲野牛的存活尤其重要。

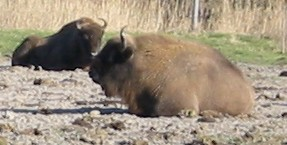
動物園內的歐洲野牛

## 外部連結

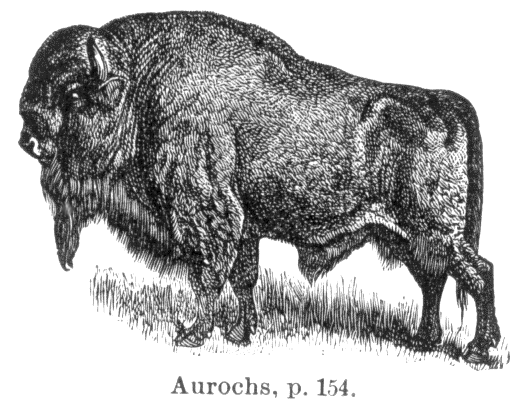
來自韋伯斯特字典1911年版本圖像

- The reintroduction of Bison into Germany.
- ARKive - images and movies of the European bison (Bison bonasus)
- Bison entry （页面存档备份，存于） from Walker's Mammals of the World
- The Extinction Website - Caucasian European Bison - Bison bonasus caucasicus.
- The Extinction Website - Carpathian European Bison - Bison bonasus hungarorum.
- European bison / Wisent